# Kapp
Kapp este o localitate din comuna Østre Toten, provincia Oppland, Norvegia, cu o suprafață de 1,84 km² și o populație de 2.054 locuitori (2013).